# Arjona longifolia
Arjona longifolia là một loài thực vật có hoa trong họ Schoepfiaceae. Loài này được Phil. mô tả khoa học đầu tiên năm 1862.